# Amphiodia rhabdota
Amphiodia rhabdota är en ormstjärneart som beskrevs av Hubert Lyman Clark 1918. Amphiodia rhabdota ingår i släktet Amphiodia och familjen trådormstjärnor. Inga underarter finns listade i Catalogue of Life.